# صفية صالح
صفية صالح (مواليد 1421 هـ) لاعبةُ تايِكْوَنْدُو مغربيةٌ، مثلتِ المغرب في الألعاب الأفريقية لعام 2019 مـ التي أقيمت في الرباط بالمغرب، وفازت بالميدالية الذهبية في وزن 62 كغ.

## مسيرتها الرياضية

### بداياتها
بدأت صفيةُ رياضةَ التايكوندو في عمر 4 سنوات بفضل أبيها الذي أدخلها لنادي اتحاد المحمدية الرياضي في حي العالية، وهو الذي كان يمارس من قبل نفس الرياضة، وبدعم من أمها.
نالت أولَ ميدالية في عام 2015 في بطولة وطنية بفئة الأصاغر. وهي بطلة المغرب لعامي 2016 و2017. ونالت نحاسية في بطولة العرش لعام 2018. وفي نفس السنة حصلت على الباكالورية في شعبة العلوم الرياضة بميزة حسن، لتكمل دراستها العليا في مجال الاقتصاد والأعمال.

### المنافسة الدولية
نافست في صنف نساء 67 كغ في الألعاب المتوسطية لعام 2022 في وهران. شاركت في بطولة التايكوندو العالمية لعام 2022 في وادي الحجارة في المكسيك.
تحضِّر صفية حاليا لمنافسات الألعاب الأولمبية الصيفية القادمة المقرر عقدها في باريس عام 2024.

## وصلات خارجية
- «صفية صالح تحكي تفاصيل سبقت فضية الأرجنتين.. وتتحدث عن حلم أولمبيات طوكيو»، هسبورت، 2018
- «حوار خاص مع البطلة الأولمبية صفية صالح»، تيلي ماروك، 2019
- صفية صالح على موقع بيانات تايكوندو (taekwondodata.com)